# Bakuman
Bakuman (バクマン。 Bakuman?) es una serie de manga y anime escrita por Tsugumi Ōba e ilustrada por Takeshi Obata. Comenzó su serialización el 8 de agosto de 2008 y finalizó el 23 de abril de 2012; siendo publicado semanalmente en la revista Shōnen Jump y cuyo primer capítulo estuvo disponible en varios idiomas por medio de Internet. El anime empezó a emitirse el 2 de octubre de 2010. El 6 de octubre de 2012 se comenzó a emitir la tercera temporada, la cual finalizó el 30 de marzo de 2013.
Se estrenó una película de acción en vivo en los cines japoneses en octubre de 2015. Esta película fue condecorada en la 39.ª edición de la ceremonia de la Academia Japonesa de Cine con los premios a "Mejor Música", "Mejor Edición" y el premio de "Popularidad".

## Argumento
Mashiro Moritaka es un estudiante de secundaria de 14 años de edad que tiene grandes dotes como dibujante, y está enamorado de Azuki Miho. Mashiro era sobrino de Mashiro Nobuhiro, un mangaka conocido como Taro Kawaguchi, que dibujaba el manga Super Hero Legends, el cual salía semanalmente en la Weekly Shonen Jump. Nobuhiro fallece por sobreesfuerzo y fatiga, ya que dormía poco. La muerte de su tío afecto mucho a Mashiro, quien perdió todas las esperanzas en volverse mangaka. Un día, deja una libreta en el aula, la cual contenía un dibujo de Azuki. Al volver al aula, se encuentra con Akito Takagi, el estudiante más inteligente del curso, el cual se sienta atrás. Takagi promete devolverle a Mashiro la libreta, con la condición de hacer con el un dúo de mangakas, a lo cual Mashiro se opone rotundamente. Tras volver a casa, Takagi llama a Mashiro, diciendo que se va a confesar a Azuki, para que él lo acompañe. Mashiro se encuentra con Takagi delante de la casa de Azuki, y cuando parecía que Takagi se iba a declarar, Takagi revela el sueño de Azuki: ser actriz de doblaje. Luego le propone la idea de que él hará un dúo de mangakas con Mashiro y harán un manga que se vuelva anime, para que Azuki sea la actriz de doblaje de la protagonista del manga. En un momento de mezcla de sentimientos, Mashiro le propone a Azuki que, cuando ese sueño se cumpla, los dos se casarán. Azuki, luego de entrar a su casa asustada, le promete que así será, y que mientras no sea así se comunicaran a través de correos electrónicos, lo que le da a Mashiro una nueva visión de la vida, y ánimos para alcanzar este sueño.

## Personajes

### Principales
Moritaka Mashiro (真城 最高 Mashiro Moritaka?)
Uno de los protagonista de la serie, apodado "Saiko" por Akito; tiene 14 años al principio de la serie. Su sueño es ser mangaka y conseguir un anime para poder casarse con Miho Azuki, por lo que trabaja junto a su amigo Akito bajo el seudónimo de "Muto Ashirogi" como el dibujante y responsable del arte de sus obras. Analítico, perfeccionista y en algunas ocasiones obstinado pese a su buen talento con el dibujo Saiko tiene una perspectiva muy realista acerca del manga gracias a las experiencias que paso junto a su tío el famoso mangaka Taro Kawaguchi. Debido a eso siempre que se le ve a punto de comenzar un manga el en general duda del posible éxito que genere y busca anticipadamente las formas de mejorarlas pero a medida que el va publicando mangas diversos, Moritaka adquiere más experiencia similar a la de un mangaka profesional a una corta edad. Tiene un peculiar romance con Miho Azuki a quien solo le manda mensajes de correo electrónico y se ve en ocasiones muy particulares, lo que genera que las personas a su alrededor crean que su noviazgo con Miho es raro a lo que Moritaka responde que ese es el amor que ambos se tienen. 
Akito Takagi (高木 秋人 Takagi Akito?)
Es el otro protagonista junto a Mashiro (alias "Shuujin"), también tiene 14 años al principio de la serie; uno de los estudiantes más brillantes de su curso. Fue el quien le propuso a Saiko hacer mangas juntos. Es un aspirante a escritor y tiene un talento en la redacción por lo que él es el autor en el dúo "Muto Ashirogi". Ambicioso, optimista e impulsivo, Akito desde muy pequeño decidió que tomaría su propio camino sin importar las opiniones de los demás desde que fue criado por su estricta madre soltera que quería desahogar en él su frustración por separarse de su esposo. Pocos años después consideró convertirse en un mangaka. Gracias a que Moritaka no posee habilidad en la redacción, las habilidades de Akito se complementan de una buena forma. Se vuelve el novio de Kaya Mishoshi debido a un malentendido pero desde que los dos inician su relación con el paso del tiempo se vuelven una pareja estable. Tiene una rivalidad con Aiko Iwase desde que ambos no toleran la idea de perder ante el otro aunque en general es Aiko quien inicia la rivalidad y quien suele dejarse llevar. Al igual que con su compañero Moritaka, su objetivo es obtener una serie de anime a una corta edad y aunque con el paso del tiempo el va aceptando metas más realistas y adquiere un nivel de comprensión de manga tal que incluso Akira lo ha llegado a comparar como un editor de Shueshia.
Miho Azuki (亜豆 美保 Azuki Miho?)
Compañera de Moritaka y Akito. Le gusta Moritaka desde que ambos iban en primer grado, siendo un sentimiento recíproco. Al inicio de la serie ambos hacen una promesa: Casarse después de cumplir sus sueños, (Con Moritaka comprometiéndose a volverse el creador de una serie de manga exitosa que pueda volverse anime y Miho convirtiéndose en una actriz de voz que pueda interpretar a la heroína de dicha serie) y comunicarse a través de correos electrónicos mientras no se cumplan sus sueños. Debido a estas condiciones Miho en general no se involucra tanto en la vida profesional de Moritaka y se dedica a llevar sus esfuerzos de volverse actriz de voz por su cuenta. No obstante el amor mutuo que ambos sienten provoca que en muchas ocasiones ambos "rompan" su promesa y terminen apoyándose cuando pasan por dificultades en sus carreras.
Kaya Miyoshi (見吉 香耶 Miyoshi Kaya?)
Mejor amiga de Miho y la esposa de Akito. Constantemente intenta emparejar a Miho y Moritaka aunque siempre termina fallando porque ambos prefieren llevar su romance a su manera. Se volvió novia de Akito porque creyó que este estaba interesado en ella pero con el tiempo ambos fueron llevando su relación más en serio hasta el punto en que ambos terminaron casándose al cumplir los veinte años y mucho antes que sus amigos Moritaka y Miho. A diferencia de Miho es una chica más sensible e histriónica además de que es ella quien toma la iniciativa en su relación con Akito y por lo tanto es más proclive a sentirse celosa e iniciar pleitos. Sin embargo ella apoya a Akito en sus sueños y le desea éxito a Muto Ashirogi al apoyarlos ya sea como una asistente de mangaka o dando su opinión de potenciales obras.

### Secundarios
Eiji Nizuma (新妻 エイジ Niizuma Eiji?)
Un estudiante de secundaria de 15 años de edad (al principio), aclamado como un genio y prodigio del manga por muchas personas incluyendo a sus rivales mangakas y varios editores de la Jump. De personalidad excéntrica, confiada, espontánea y entusiasta. Gana el Premio Tezuka por su manga Large Bander, después de lo cual Moritaka y Akito le declaran su rival, aunque es muy amable con ellos y se declara que es un fan de las obras de Muto Ashirogi. Gracias a esto en varias ocasiones su motivación era en general no dejarse vencer por sus ídolos y compañeros y continuar siendo el mangaka más popular de la Shonen Jump. Su sensibilidad y amor por el manga es tanta que incluso cuando expresa su opinión acerca de un manga en particular el siempre acierta cuando una serie será popular y cuando no así como también tener una facilidad para crear un contenido interesante y con potencial para ser narrado en una serie.
Akira Hattori (服部 哲 Hattori Akira?)
Akira Hattori es el editor encargado de trabajar con "Muto Ashigori". Al ver los trabajos de Muto Ashirogi por primera vez se da cuenta de su potencial y les da la oportunidad de que compitan para crear un manga para la Shonen Jump aunque en muchas ocasiones se ve obligado a asegurarle a los chicos de que se propongan metas realistas lo que le provoca muchas discusiones con Muto Ashigori. Con ayuda de su profesionalismo y su experiencia el logra darles consejos y animar no solo a Moritaka y Akito sino a todos los mangakas bajo su guardia de presentar sus ideas y confiar en sus habilidades. Akira incluso apoya a Muto Ashirogi en muchas ocasiones incluso cuando no puede ayudarlos directamente, no solo pensando en el bienestar de los jóvenes mangakas sino también en situaciones que sirvan de beneficio para los mangakas y la empresa.  
Aiko Iwase (岩瀬 愛子 Iwase Aiko?)
Antigua compañera de clase de Mashiro y Takagi, durante secundaria, luego rival de Ashirogi guionizando para Eiji la serie de manga +Natural. Desde que era una niña se comprometió a no perder contra Akito e incluso después de que ambos salieran de la escuela continuo con su rivalidad, desaprobando por completo los sueños de Akito de ser un mangaka. No obstante luego de ver que el mismo seguía aferrado a su idea de obtener una serie de anime, Aiko decide probar suerte en el manga para ganarse el respeto de Akito por la fuerza, presentando un borrador de un guion en la Jump y captando la atención de Akira en el progreso quien decide asignarla como la compañera de Eiji como parte de una estrategia del editor para motivar a Muto Ashigori. 
Shinta Fukuda (福田 真太 Fukuda Shinta?)
Antiguo ayudante de Eiji, así como un amigo y rival de Muto Ashirogi y Eiji Niizuma. Luego de pasar un tiempo trabajando como asistente en el manga Crow de Eiji, Shinta inicia a redactar su propia serie de manga con la que consigue debutar en la Jump, volviéndose en uno de los mangakas más conocidos de la revista. Pese a su conducta impulsiva y arrebatos de ira, Shinta es un joven profesional que esta decidido a volver a sus obras en series más populares que las de sus rivales Muto Ashirogi y Eiji Niizuma además de que siempre apoya sus compañeros cuando están en problemas.  
Kazuya Hiramaru (福田 真太 Kazuya Hiramaru?)
Ex-oficinista que entra en la Jump (y el mundo del manga) casi por casualidad luego de competir en un premio Tetzuka con una historia de manga improvisada, desde entonces su serie 11 Rakko Go gana suficiente popularidad como para darle una serie de manga en la Jump y posteriormente una adaptación al anime. Pesimista, ingenuo y holgazán, en un principio el cree que con una profesión como un mangaka puede llevar una vida de ocio y ganar dinero fácil pero termina descubriendo que no es lo que esperaba y es manipulado constantemente por su editor Kouji quien usa su gusto por el dinero y su interés por la mangaka Kou Aoki para obligarlo a trabajar en el manga y mantenerlo en un estado de ánimo miserable que es cuando más se inspira para crear contenido para su serie.

### Otros
Takurō Nakai (中井 巧朗 Nakai Takurō?)
Dibujante y veterano ayudante de Niizuma.
Nobuhiro Mashiro (真城 信弘 Mashiro Nobuhiro?)
Tío de Saiko, mangaka bajo el pseudónimo de "Taro Kawaguchi".
Miyuki Azuki (亜豆 美雪 Azuki Miyuki?)
Madre de Miho. Fue el amor de toda la vida de Nobuhiro.

## Contenido de la obra

### Manga
Escrito por Tsugumi Ōba y dibujado por Takeshi Obata, Bakuman fue serializado en la revista Shūkan Shōnen Jump de Shueisha desde su estreno el 11 de agosto de 2008 hasta su finalización el 23 de abril de 2012. Los 176 capítulos se recopilaron en 20 volúmenes tankōbon del 5 de enero de 2009 al 4 de julio de 2012.

### Anime
Una serie de televisión de anime de 25 episodios basada en Bakuman fue anunciada en el segundo número de Shūkan Shōnen Jump de 2010. Producido por J.C.Staff, comenzó a emitirse en NHK el 2 de octubre de 2010 y se prolongó hasta el 2 de abril de 2011. En diciembre de 2010, Shūkan Shōnen Jump anunció que se emitiría una segunda temporada en el otoño de 2011; funcionó del 1 de octubre de 2011 al 24 de marzo de 2012. Se anunció una tercera y última temporada en la edición combinada 3 / 4th (2012) de Shūkan Shōnen Jump y comenzó a emitirse el 6 de octubre de 2012. Se emitió durante 25 episodios entre el 6 de octubre de 2012 y el 30 de marzo de 2013.